# The Cold Deck
The Cold Deck è un film muto del 1917 diretto da William S. Hart e, non accreditato, Clifford Smith

## Produzione
La lavorazione del film, prodotto dalla Kay-Bee Pictures e dalla New York Motion Picture, durò dal 22 marzo fino al 5 maggio 1917.

## Distribuzione
Il copyright del film, richiesto dalla S. A. Lynch Enterprises, Inc., fu registrato il 2 settembre 1917 con il numero LP11346.
Distribuito dalla Triangle Distributing e presentato da Thomas H. Ince, il film uscì nelle sale cinematografiche degli Stati Uniti nel novembre 1917 dopo essere stato presentato in prima il 3 settembre 1917.
In Francia, distribuito dalla Pathé Frères con il titolo Grand frère, uscì il 14 febbraio 1919. In Danimarca, fu ribattezzato Falskspilleren, in Svezia Poker Bill.